# Октябрьское (Ленинградская область)
Октябрьское (до 1948 — Яакковала, фин. Jaakkovala) — посёлок в Полянском сельском поселении Выборгского района Ленинградской области.

## Название
Финский топоним Яакковала происходит от личного имени одного из первых её жителей.
Летом 1944 года в деревне разместилось подсобное хозяйство завода «Вулкан».
В 1948 году работники подсобного хозяйства на своем собрании постановили переименовать деревню Яакковала в деревню Озерки, но комиссию по переименованию этот вариант не устроил. Комиссия решила поменять местами названия деревень Яакковала и Сейвясте, после чего Яакковала получила название Октябрьское. 
Переименование было закреплено указом Президиума ВС РСФСР от 1 октября 1948 года.

## История

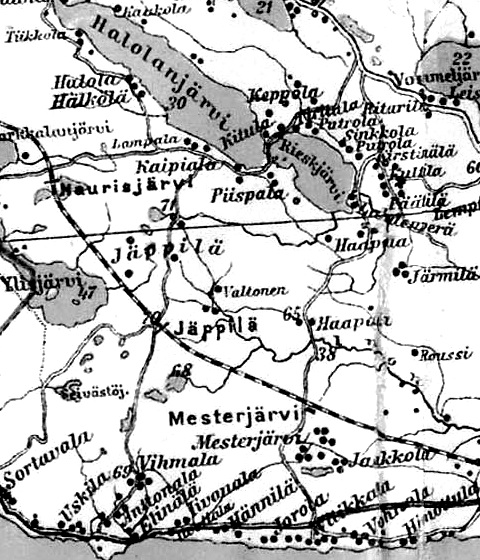
Деревня Яакковала (Яаккола) на финской карте 1923 года

До 1939 года деревня Яакковала входила в состав волости Уусикиркко Выборгской губернии Финляндской республики. Деревня состояла из 49 крестьянских дворов.
С 1 января 1940 года по 30 сентября 1948 года — в составе Иокельского сельсовета Койвистовского района. 
С 1 июля 1941 года по 31 мая 1944 года — финская оккупация. 
После окончания войны  в деревню Яакковала были направлены 25 семей колхозников из Кировской области.
С 1 октября 1948 года  учитывается административными данными как деревня Октябрьское в составе Октябрьского сельсовета Приморского района.
В 1950 году население деревни составляло 124 человека.
С 1 января 1954 года — в составе Рощинского района.
В 1958 году население деревни составляло 11 человек.
С 1 ноября 1959 года — в составе Полянского сельсовета.
С 1 февраля 1963 года — в составе Выборгского района.
Согласно данным 1966 и 1973 годов посёлок Октябрьское входил в состав Октябрьского сельсовета с административным центром в посёлке Приветнинское.
Согласно данным 1990 года посёлок Октябрьское входил в состав Полянского сельсовета.
В 1997 году в посёлке Октябрьское Полянской волости проживали 3 человека, в 2002 году — 8 человек (русские — 75 %).
В 2007 году в посёлке Октябрьское Полянского СП проживал 1 человек, в 2010 году — также 1 человек.

## География
Посёлок расположен в южной части района к северу от автодороги 41А-082 (Зеленогорск — Выборг).
Расстояние до административного центра поселения — 38 км.
Расстояние до ближайшей железнодорожной станции Приветненское — 12 км.  Ближайшая железнодорожная платформа — Местерьярви. 
К югу от посёлка находится озеро Красное.

## Демография
| 2007 | 2010 | 2017 | 2021 |
| ---- | ---- | ---- | ---- |
| 1    | →1   | ↘0   | ↗23  |

## Улицы
Дачная, Красная, Красноозёрная, Хвойная.